# Fabiana Rosales
Fabiana Andreina Rosales Guerrero de Guaidó (Mérida, 22 de abril de 1992) é uma jornalista, ativista de direitos humanos e esposa do presidente da Assembleia Nacional da Venezuela e presidente autoproclamado da Venezuela, Juan Guaidó. Devido à crise presidencial na Venezuela iniciada em 2019, a Casa Branca e a Assembleia Nacional a consideram a primeira-dama do país, enquanto os países aliados ao governo de Nicolás Maduro reconhecem Cilia Flores.

## Vida e formação
Fabiana nasceu em Tovar, estado de Mérida. Ela foi criada em uma pequena cidade, onde era aluna da igreja Nuestra Señora de Regla. Seu pai Carlos era fazendeiro e sua mãe jornalista. Quando criança, assistiu às entrevistas da mãe e se interessou por questões sociais. Ele ajudou a administrar a fazenda da família e decidiu estudar jornalismo. Ele se formou em jornalismo e comunicação social em 2013 pela Universidade Rafael Belloso Chacín, sendo sua tese relacionada ao comportamento do voto na Venezuela entre 1958 e 2013.
Após se formar, mudou-se para Caracas, onde trabalhou na Assembleia Nacional e participou de várias ações relacionadas aos direitos humanos. Ele também trabalhou no canal de televisão do Sun Channel.
Ela conheceu Juan Guaidó em 2011, com quem mais tarde se casou em 23 de abril de 2013 e tiveram uma filha em 2017.

## Ativismo

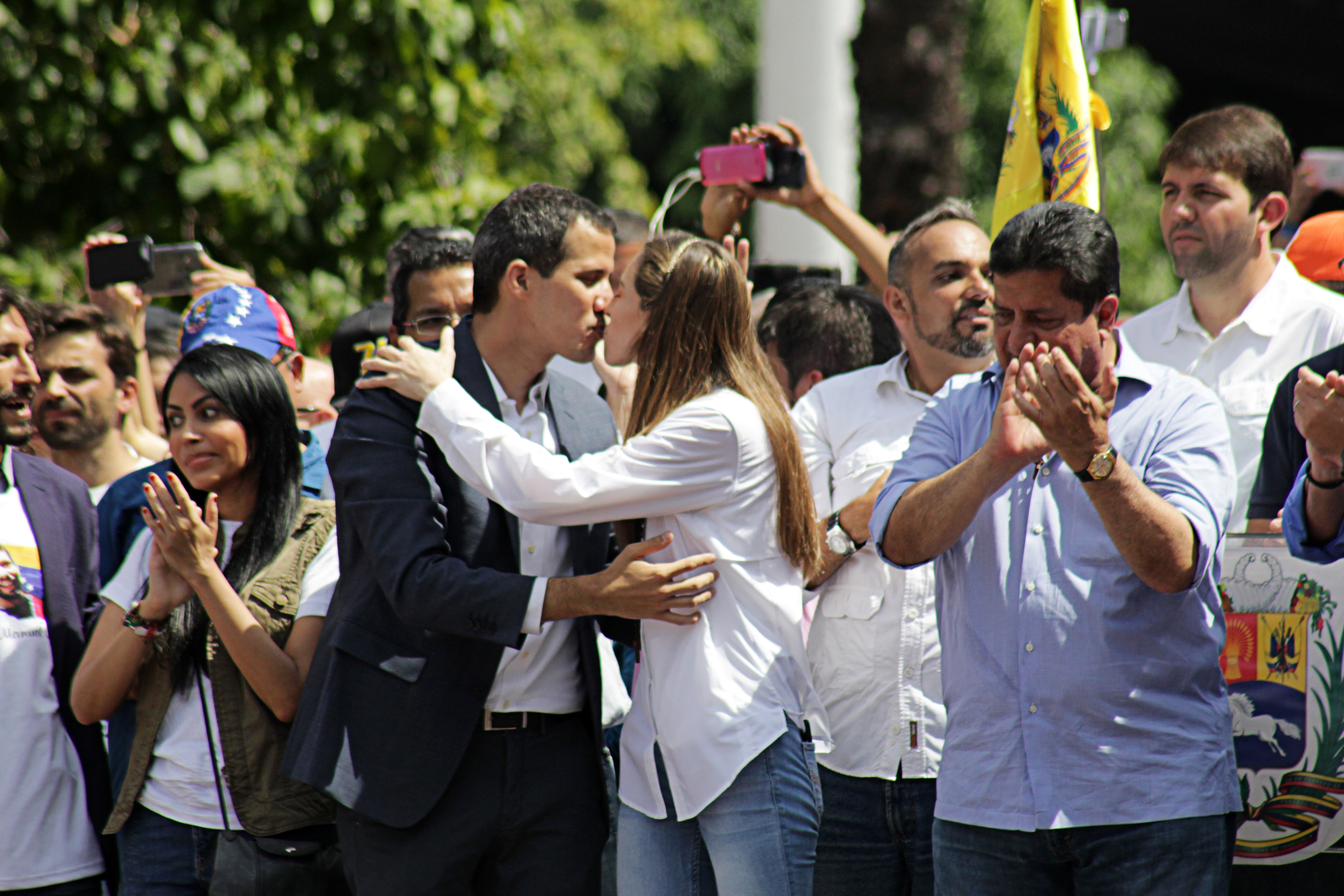
Fabiana com Guaidó em um protesto em fevereiro de 2019.

Durante seus estudos universitários, Fabiana começou a trabalhar para o partido de oposição Vontade Popular. Como ativista de direitos humanos, ela tinha quase 150.000 seguidores no Instagram em 26 de janeiro de 2019. Ela afirmou que um fator motivador é que ela não quer que sua filha cresça "querendo deixar a Venezuela".
Durante a crise presidencial venezuelana de 2019, Juan Guaidó foi nomeado presidente interino pela Assembleia Nacional da Venezuela, contestando a legitimidade de Nicolás Maduro, devido a isso, o governo de Nicolás Maduro proibiu Juan Guaidó de viajar para fora do país; Fabiana assumiu o papel de "embaixadora da oposição internacional". Ela se reúne com a diáspora venezuelana e os líderes regionais para solicitar apoio do marido. O governo de Maduro diz que as suas viagens são "uma tentativa desesperada de manter Guaidó no centro das atenções internacionais".
Em 7 de fevereiro de 2019, ela iniciou um plano de alimentação diário, destinado a filhos da maternidade Divina Pastora em Caracas. Fabiana garantiu que o plano era "um sucesso completo" e agradeceu à fundação Alimenta por oferecer seu apoio.

### Relações Estrangeiras

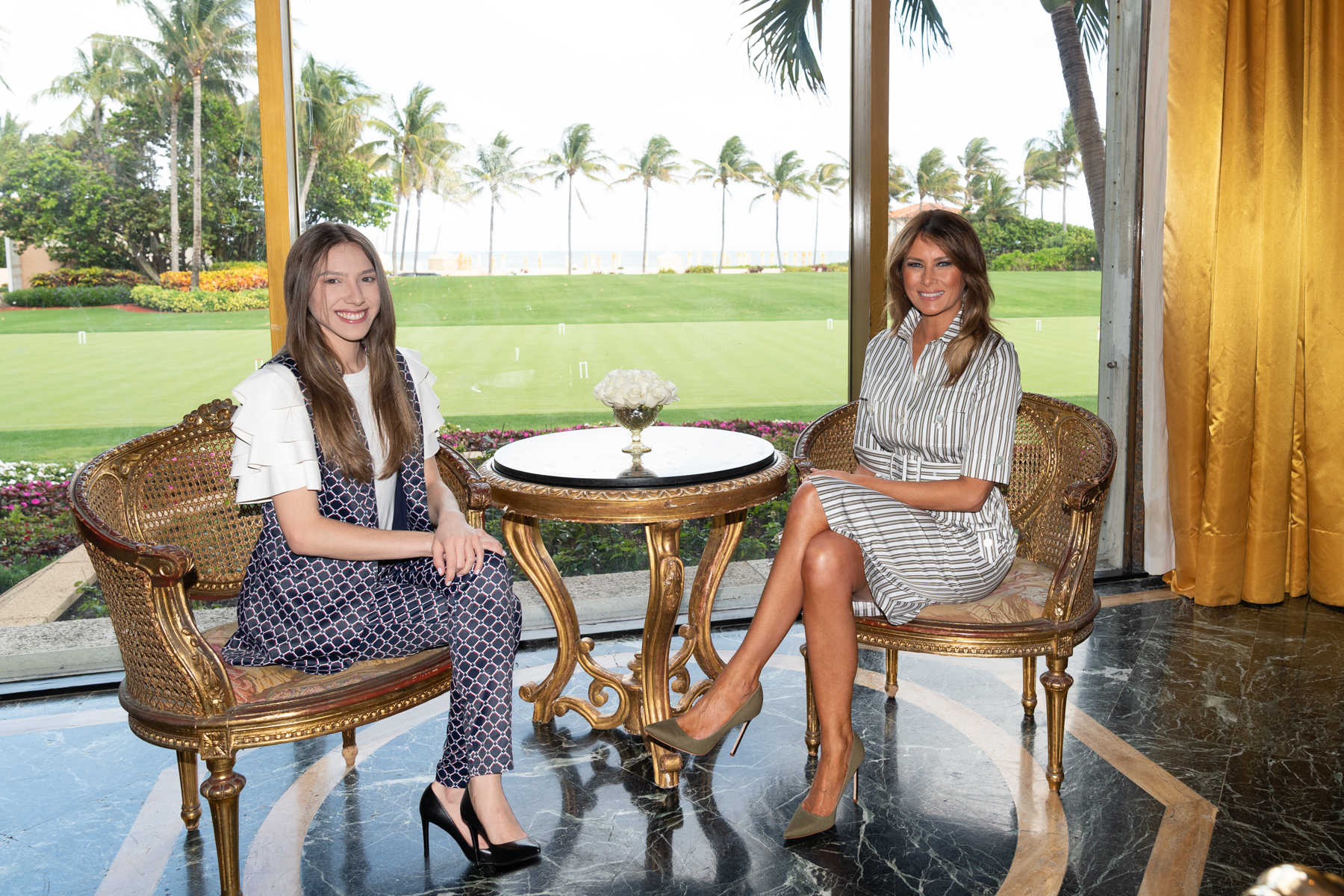
Fabiana com a primeira-dama dos Estados Unidos, Melania Trump, em Mar-a-Lago, em 28 de março de 2019.

Em março de 2019, ela viajou pela América Latina em nome de seu marido, Juan Guaidó, encontrando-se com Martín Vizcarra e Sebastián Piñera, respectivamente presidentes do Peru e Chile. Em 27 de março de 2019, visitou a Casa Branca para se encontrar com o presidente dos Estados Unidos, Donald Trump e o vice-presidente Mike Pence. Trump se referiu a ela como a primeira-dama da Venezuela.
Ela reconheceu durante sua viagem a Washington, D.C. que a luta na Venezuela é verdadeira e disse: "Hoje na Venezuela, é liberdade ou ditadura, vida ou morte. Quem paga o preço desse ódio são as crianças que morrem nos hospitais". Depois de estar na capital norte-americana, ele se encontrou com a primeira-dama dos Estados Unidos, Melania Trump, em Mar-a-Lago, e participou de uma reunião com o prefeito de Miami, Carlos Jiménez, onde recebeu a chave do condado de Miami-Dade, e disse: "Sempre pedi a Deus para proteger o povo da Venezuela, para nos dar forças para continuar. Hoje, a Venezuela pode ser um ótimo exemplo para o mundo".